# Großer Preis von Portugal 1960
Der Große Preis von Portugal 1960 (offiziell IX Portuguese Grand Prix) fand am 14. August auf dem Circuito da Boavista in Porto statt und war das achte Rennen der Automobil-Weltmeisterschaft 1960.

## Bericht

### Hintergrund
Nach einem Jahr Pause fand der Große Preis von Portugal zum zweiten Mal auf dem Stadtkurs Circuito da Boavista statt. Die Strecke führte durch Häuserschluchten und teilweise fuhren die Fahrer über Kopfsteinpflaster oder Straßenbahnschienen. Es war der letzte Große Preis von Portugal für mehrere Jahre. Erst in der Formel-1-Weltmeisterschaft 1984 fand das Rennen erneut statt, auf dem Autódromo Fernanda Pires da Silvaist.
In der Fahrerwertung führte Jack Brabham fünf Punkte vor Bruce McLaren, seinem Teamkollegen bei Cooper. Lotus meldete für das Rennen drei Wagen mit Jim Clark, Innes Ireland und John Surtees. B.R.M. fuhr ebenfalls mit drei Wagen, für Jo Bonnier, Graham Hill und Dan Gurney. Ferrari war mit zwei Autos vertreten, gefahren von Phil Hill und Wolfgang Graf Berghe von Trips. Der Rest des Feldes bestand aus Teams mit privaten Wagen. Für das Yeoman Credit Racing Team starteten Tony Brooks, Olivier Gendebien und Henry Taylor. Die Scuderia Centro Sud stellte zwei Cooper T51 für Masten Gregory und Mário de Araújo Cabral zur Verfügung. Für Gregory war es das letzte Saisonrennen, für Cabral das einzige. Außerdem kehrte der in der Fahrerwertung viertplatzierte Stirling Moss nach seiner mehrmonatigen Verletzungspause zur Automobilweltmeisterschaft zurück. Das Rob Walker Racing Team meldete sowohl einen Cooper T51 als auch einen Lotus 18 für Moss, der allerdings im Training und Rennen nur den Lotus einsetzte. Insgesamt war das Starterfeld mit 16 gemeldeten Wagen deutlich kleiner als bei den vorherigen Rennen. Hinzu kam eine hohe Ausfallquote, sodass nur wenige Wagen das Ziel erreichten.
Die Fahrerwertung war noch offen. Alle Fahrer, die vor dem Rennen mindestens sieben Punkte hatten, konnten theoretisch den Fahrertitel gewinnen. Diese Fahrer waren Brabham, McLaren, Moss, Ireland, Gendebien, Jim Rathmann und Phil Hill. Die Konstrukteursweltmeisterschaft gewann Cooper bereits beim Großen Preis von Großbritannien 1960, dem Rennen zuvor. Sowohl Ferrari als auch Lotus hatten noch die Chance Zweiter dieser Wertung zu werden.
Mit Moss nahm ein ehemaliger Sieger des Rennens teil, Cooper war zuvor einmal erfolgreich.

### Training
Nachdem Brabham die letzten drei Pole-Positions gewonnen hatte, holte die Konkurrenz beim Großen Preis von Portugal auf Cooper auf. Sowohl Lotus als auch B.R.M. waren konkurrenzfähig genug, um die Pole-Position zu gewinnen. Das Duell um den ersten Startplatz fand zwischen Surtees auf Lotus und Gurney auf B.R.M. statt. Surtees war lediglich sieben hundertstel Sekunden schneller und sicherte sich damit die erste Pole-Position seiner Karriere. Für Lotus war es die dritte Pole-Position der Saison. Gurneys zweiter Startplatz war sein bis dahin bestes Trainingsresultat. Brabham qualifizierte sich auf Rang drei. Moss erzielte Startplatz vier vor Graham Hill und McLaren. Zwei weitere Fahrer des Lotus-Werksteams folgten auf den Rängen sieben und acht; Ferrari startete aus dem Mittelfeld von den Plätzen neun und zehn.
Taylor verunglückte im Training, verletzte sich den Arm und konnte am Rennen nicht teilnehmen. Auch Clark hatte einen Unfall, bei dem die Frontpartie seines Lotus 18 beschädigt wurde. Das Team reparierte den Wagen bis zum Rennen und Clark fuhr in einem Fahrzeug, bei dem ein Teil der Frontpartie mit Klebeband fixiert war.

### Rennen

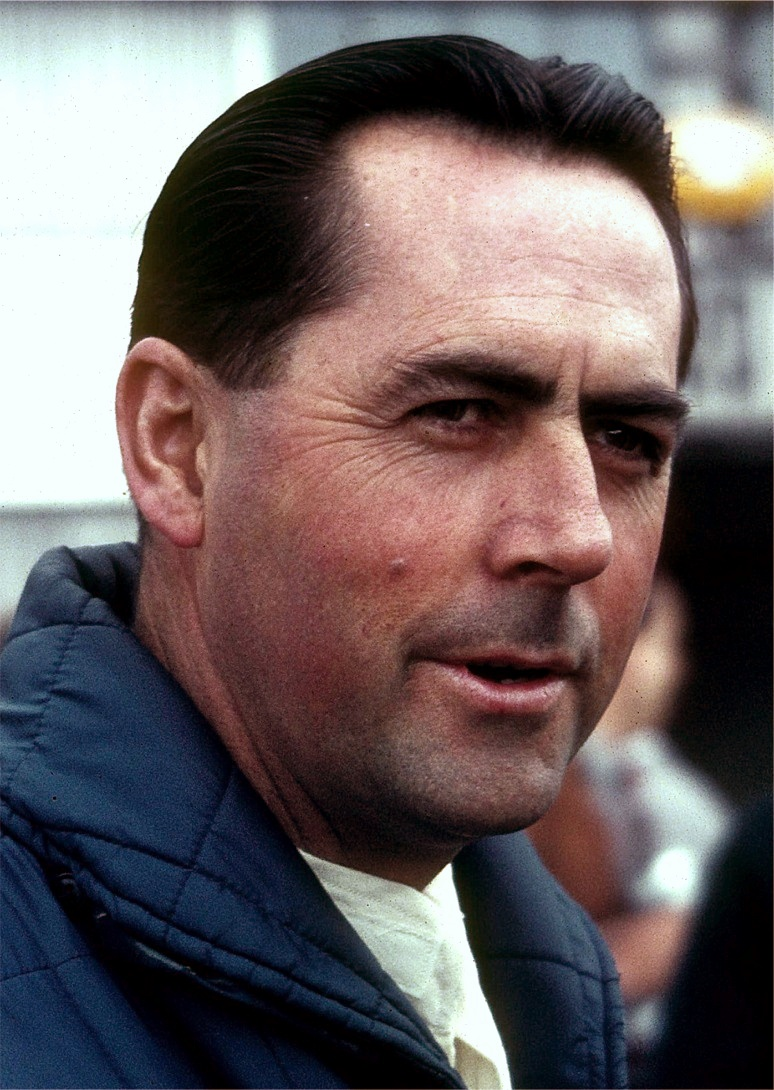
Jack Brabham – Titelverteidigung nach dem Großen Preis von Portugal 1960 (Bild von 1966)

Brabham gewann das Startduell, doch bereits in der ersten Rennrunde übernahm Gurney die Führung. In der zweiten Rennrunde kam Brabham in einer Kurve zu weit nach außen und verlor mehrere Positionen. Moss verbesserte sich auf den zweiten Platz und duellierte sich in den folgenden Runden mit Surtees und Phil Hill. Erneut beendete die Unzuverlässigkeit des BRM P48 das Rennen vorzeitig für seine Fahrer. Bonnier hatte schon in Runde sechs einen Motorschaden, Teamkollege Graham Hill schied nur drei Umläufe später mit defektem Getriebe aus. Der einzig verbliebene B.R.M. von Gurney hatte ebenfalls ein Problem mit dem Motor. Nach zehn Runden, die er das Rennen anführte, fiel er zunächst mit einem Ölleck zurück und schied später ganz aus.
Da Surtees Moss überholt hatte und Gurney zurückfiel, war Surtees der neue Führende. Dies waren für Surtees die ersten Führungskilometer in der Automobilweltmeisterschaft. Moss blieb für einige Zeit dicht hinter Surtees, musste jedoch wegen einer Reparatur an die Box. Dadurch war Brabham wieder auf Rang zwei und kämpfte mit Phil Hill um diese Position.
Der weitere Rennverlauf war vor allem durch Ausfälle geprägt, die das Rennergebnis stark beeinflussten. Gregory schied in Runde 21 mit Getriebeschaden aus, Phil Hill verunfallte in Runde 30. Surtees behielt die Führung, bis in Runde 37 bei ihm ein Leck im Kraftstofftank auftrat. Der Kraftstoff floss daraufhin in den Fußraum seines Wagens und machte die Pedale rutschig. Dies führte zu einem Verbremser, durch den Surtees über einen Randstein fuhr und sich den Kühler beschädigte. Surtees stellte seinen Wagen ab und Brabham übernahm die Führung.
Nachdem auch de Cabral ausgefallen war, blieben lediglich acht Wagen im Rennen. Während Brabham dominierte, versuchte sich Moss um einige Positionen zu verbessern. Dabei verbremste er sich jedoch und fuhr in einen Strohballen der Streckenbegrenzung. Moss stieg aus seinem Lotus, schob den Wagen entgegengesetzt zur Fahrtrichtung an und sprang in den Wagen, um das Rennen fortzusetzen. Hierfür wurde Moss nachträglich disqualifiziert, da ein Anschieben des Wagens gegen die Fahrtrichtung nach damaligem Reglement nicht erlaubt war.
Durch die Ausfälle der Konkurrenz beherrschte Cooper erneut das Rennen. Brabham gewann mit 57 Sekunden Vorsprung vor seinem Teamkollegen McLaren. Für Brabham war es der fünfte Sieg in Folge, für Cooper der sechste Saisonerfolg. Damit erreichte Cooper die durch die Streichresultateregelung maximal mögliche Punktzahl von 48 in der Konstrukteurswertung. Brabham baute seinen Vorsprung auf McLaren auf sieben Punkte aus. Drittplatzierter des Rennens wurde Clark, der damit den ersten Podiumsplatz seiner Karriere erreichte. Vierter wurde Graf Berghe von Trips auf Ferrari vor Brooks und Ireland. Der letzte Fahrer, der das Ziel erreichte, war Gendebien auf Rang sieben. Im Duell um den zweiten Platz in der Konstrukteurswertung zwischen Lotus und Ferrari baute Lotus durch den dritten Platz von Clark den Vorsprung auf elf Punkte aus. Das Team benötigte bei zwei verbleibenden Rennen mindestens einen weiteren dritten Platz, um diesen Rang zu sichern. Die schnellste Rennrunde fuhr Surtees, die erste seiner Karriere in der Automobilweltmeisterschaft.
Das nächste Rennen war der Große Preis von Italien 1960, den die britischen Top-Teams weitgehend boykottierten. Damit verteidigte Brabham seinen Weltmeistertitel bereits in der Pause zwischen dem Großen Preis von Portugal und dem Großen Preis von Italien vorzeitig.

## Meldeliste
| Team                      | Nr. | Fahrer                         | Chassis            | Motor           | Reifen |
| ------------------------- | --- | ------------------------------ | ------------------ | --------------- | ------ |
| Cooper Car Company        | 02  | Jack Brabham                   | Cooper T53         | Climax 2.5 L4   | D      |
| Cooper Car Company        | 04  | Bruce McLaren                  | Cooper T53         | Climax 2.5 L4   | D      |
| Yeoman Credit Racing Team | 06  | Tony Brooks                    | Cooper T51         | Climax 2.5 L4   | D      |
| Yeoman Credit Racing Team | 08  | Olivier Gendebien              | Cooper T51         | Climax 2.5 L4   | D      |
| Yeoman Credit Racing Team | 10  | Henry Taylor                   | Cooper T51         | Climax 2.5 L4   | D      |
| Rob Walker Racing Team    | 12  | Stirling Moss                  | Lotus 18           | Climax 2.5 L4   | D      |
| Rob Walker Racing Team    | 12  | Stirling Moss                  | Cooper T51         | Climax 2.5 L4   | D      |
| Team Lotus                | 14  | Jim Clark                      | Lotus 18           | Climax 2.5 L4   | D      |
| Team Lotus                | 16  | Innes Ireland                  | Lotus 18           | Climax 2.5 L4   | D      |
| Team Lotus                | 18  | John Surtees                   | Lotus 18           | Climax 2.5 L4   | D      |
| Owen Racing Organisation  | 20  | Jo Bonnier                     | BRM P48            | BRM 2.5 L4      | D      |
| Owen Racing Organisation  | 22  | Graham Hill                    | BRM P48            | BRM 2.5 L4      | D      |
| Owen Racing Organisation  | 24  | Dan Gurney                     | BRM P48            | BRM 2.5 L4      | D      |
| Scuderia Ferrari          | 26  | Phil Hill                      | Ferrari Dino 246F1 | Ferrari 2.4 V6  | D      |
| Scuderia Ferrari          | 28  | Wolfgang Graf Berghe von Trips | Ferrari Dino 246F1 | Ferrari 2.4 V6  | D      |
| Scuderia Centro Sud       | 30  | Masten Gregory                 | Cooper T51         | Maserati 2.5 L4 | D      |
| Scuderia Centro Sud       | 32  | Mário de Araújo Cabral         | Cooper T51         | Maserati 2.5 L4 | D      |

## Klassifikationen

### Startaufstellung
| Pos. | Fahrer                         | Konstrukteur    | Zeit     | Ø-Geschwindigkeit | Start |
| ---- | ------------------------------ | --------------- | -------- | ----------------- | ----- |
| 01   | John Surtees                   | Lotus-Climax    | 2:25,560 | 183,02 km/h       | 01    |
| 02   | Dan Gurney                     | B.R.M.          | 2:25,630 | 182,93 km/h       | 02    |
| 03   | Jack Brabham                   | Cooper-Climax   | 2:26,050 | 182,40 km/h       | 03    |
| 04   | Stirling Moss                  | Lotus-Climax    | 2:26,190 | 182,23 km/h       | 04    |
| 05   | Graham Hill                    | B.R.M.          | 2:27,110 | 181,09 km/h       | 05    |
| 06   | Bruce McLaren                  | Cooper-Climax   | 2:27,440 | 180,68 km/h       | 06    |
| 07   | Innes Ireland                  | Lotus-Climax    | 2:27,520 | 180,59 km/h       | 07    |
| 08   | Jim Clark                      | Lotus-Climax    | 2:28,360 | 179,56 km/h       | 08    |
| 09   | Wolfgang Graf Berghe von Trips | Ferrari         | 2:28,400 | 179,51 km/h       | 09    |
| 10   | Phil Hill                      | Ferrari         | 2:28,420 | 179,49 km/h       | 10    |
| 11   | Masten Gregory                 | Cooper-Maserati | 2:29,160 | 178,60 km/h       | 11    |
| 12   | Tony Brooks                    | Cooper-Climax   | 2:32,120 | 175,12 km/h       | 12    |
| 13   | Jo Bonnier                     | B.R.M.          | 2:33,340 | 173,73 km/h       | 13    |
| 14   | Olivier Gendebien              | Cooper-Climax   | 2:33,730 | 173,29 km/h       | 14    |
| 15   | Mário de Araújo Cabral         | Cooper-Maserati | 2:33,850 | 173,16 km/h       | 15    |

### Rennen
| Pos. | Fahrer                         | Konstrukteur    | Runden | Stopps | Zeit        | Start | Schnellste Runde |
| ---- | ------------------------------ | --------------- | ------ | ------ | ----------- | ----- | ---------------- |
| 01   | Jack Brabham                   | Cooper-Climax   | 55     |        | 2:19:00,030 | 03    | 2:28,210         |
| 02   | Bruce McLaren                  | Cooper-Climax   | 55     |        | + 57,970    | 06    | 2:29,730         |
| 03   | Jim Clark                      | Lotus-Climax    | 55     |        | + 1:53,230  | 08    | 2:29,560         |
| 04   | Wolfgang Graf Berghe von Trips | Ferrari         | 55     |        | + 1:58,810  | 09    | 2:28,740         |
| 05   | Tony Brooks                    | Cooper-Climax   | 49     |        | + 6 Runden  | 12    | 2:29,270         |
| 06   | Innes Ireland                  | Lotus-Climax    | 48     |        | + 7 Runden  | 07    | 2:29,490         |
| 07   | Olivier Gendebien              | Cooper-Climax   | 46     |        | + 9 Runden  | 14    | 2:36,500         |
| –    | Mário de Araújo Cabral         | Cooper-Maserati | 38     |        | DNF         | 15    | 2:37,990         |
| –    | John Surtees                   | Lotus-Climax    | 37     |        | DNF         | 01    | 2:27,530         |
| –    | Phil Hill                      | Ferrari         | 30     |        | DNF         | 10    | 2:28,190         |
| –    | Dan Gurney                     | B.R.M.          | 25     |        | DNF         | 02    | 2:28,550         |
| –    | Masten Gregory                 | Cooper-Maserati | 21     |        | DNF         | 11    | 2:35,900         |
| –    | Graham Hill                    | B.R.M.          | 9      |        | DNF         | 05    | 2:30,490         |
| –    | Jo Bonnier                     | B.R.M.          | 6      |        | DNF         | 13    | 2:30,620         |
| DSQ  | Stirling Moss                  | Lotus-Climax    | 51     |        | + 4 Runden  | 04    | 2:27,560         |
| DNS  | Henry Taylor                   | Cooper-Climax   | –      | –      | –           | –     | –                |

## WM-Stände nach dem Rennen
Die ersten sechs des Rennens bekamen 8, 6, 4, 3, 2, 1 Punkte. Es zählten nur die sechs besten Ergebnisse aus zehn Rennen. In der Konstrukteurswertung zählten nur die Punkte des bestplatzierten Fahrers eines Teams.

### Fahrerwertung
| Pos. | Fahrer                         | Konstrukteur         | Punkte |
| ---- | ------------------------------ | -------------------- | ------ |
| 01   | Jack Brabham                   | Cooper-Climax        | 40     |
| 02   | Bruce McLaren                  | Cooper-Climax        | 33     |
| 03   | Innes Ireland                  | Lotus-Climax         | 12     |
| 04   | Stirling Moss                  | Cooper-Climax        | 11     |
| 05   | Olivier Gendebien              | Cooper-Climax        | 10     |
| 06   | Jim Rathmann                   | Watson-Offenhauser   | 8      |
| 07   | Jim Clark                      | Lotus-Climax         | 8      |
| 08   | Wolfgang Graf Berghe von Trips | Ferrari              | 8      |
| 09   | Phil Hill                      | Ferrari              | 7      |
| 10   | Tony Brooks                    | Cooper-Climax        | 7      |
| 11   | John Surtees                   | Lotus-Climax         | 6      |
| 12   | Cliff Allison                  | Ferrari              | 6      |
| 13   | Rodger Ward                    | Watson-Offenhauser   | 6      |
| 14   | Graham Hill                    | B.R.M.               | 4      |
| 15   | Paul Goldsmith                 | Epperly-Offenauser   | 4      |
| 16   | Henry Taylor                   | Cooper-Climax        | 3      |
| 17   | Carlos Menditéguy              | Cooper-Maserati      | 3      |
| 18   | Don Branson                    | Phillips-Offenhauser | 3      |
| 19   | Jo Bonnier                     | B.R.M.               | 2      |
| 20   | Richie Ginther                 | Ferrari              | 2      |
| 21   | Johnny Thomson                 | Lesovsky-Offenhauser | 2      |
| 22   | Eddie Johnson                  | Trevis-Offenhauser   | 1      |
| 23   | Lucien Bianchi                 | Cooper-Climax        | 1      |
| 24   | Ron Flockhart                  | Lotus-Climax         | 1      |
| 25   | Carel Godin de Beaufort        | Cooper-Climax        | 0      |

| Pos. | Fahrer                    | Konstrukteur    | Punkte |
| ---- | ------------------------- | --------------- | ------ |
| 26   | Ian Burgess               | Cooper-Maserati | 0      |
| 27   | Dan Gurney                | B.R.M.          | 0      |
| 28   | Maurice Trintignant       | Cooper-Climax   | 0      |
| 29   | Alberto Rodríguez Larreta | Lotus-Climax    | 0      |
| 30   | José Froilán González     | Ferrari         | 0      |
| 31   | David Piper               | Lotus-Climax    | 0      |
| 32   | Bruce Halford             | Cooper-Climax   | 0      |
| 33   | Brian Naylor              | JBW-Maserati    | 0      |
| 34   | Roberto Bonomi            | Cooper-Climax   | 0      |
| 35   | Masten Gregory            | Porsche         | 0      |
| 36   | Gino Munaron              | Maserati        | 0      |
| 37   | Nasif Estéfano            | Maserati        | 0      |
| –    | Willy Mairesse            | Ferrari         | 0      |
| –    | Mário de Araújo Cabral    | Cooper-Maserati | 0      |
| –    | Chuck Daigh               | Scarab          | 0      |
| –    | Roy Salvadori             | Cooper-Climax   | 0      |
| –    | Ettore Chimeri            | Maserati        | 0      |
| –    | Antonio Creus             | Maserati        | 0      |
| –    | Giorgio Scarlatti         | Maserati        | 0      |
| –    | Lance Reventlow           | Scarab          | 0      |
| –    | Jack Fairman              | Cooper-Climax   | 0      |
| –    | Keith Greene              | Cooper-Maserati | 0      |
| –    | Harry Schell †            | Cooper-Climax   | 0      |
| –    | Alan Stacey †             | Lotus-Climax    | 0      |
| –    | Chris Bristow †           | Cooper-Climax   | 0      |

### Konstrukteurswertung
| Pos. | Konstrukteur    | Punkte  |
| ---- | --------------- | ------- |
| 01   | Cooper-Climax   | 48 (54) |
| 02   | Lotus           | 28 (29) |
| 03   | Ferrari         | 16      |
| 04   | B.R.M.          | 6       |
| 05   | Cooper-Maserati | 3       |

| Pos. | Konstrukteur | Punkte |
| ---- | ------------ | ------ |
| 06   | JBW-Maserati | 0      |
| –    | Porsche      | 0      |
| –    | Maserati     | 0      |
| –    | Scarab       | 0      |
| –    | Vanwall      | 0      |